# 陆持之
陸持之（?—?），字伯微，知荊門軍陸九淵之子。
七歲能為文。陸九淵授徒象山（今江西貴溪上清鎮東南應天山）之上，學生有數百人，如有聽不懂的人，持之會替他們補課。嘉定十六年（1223年）赴召入朝，與魏了翁認識，成為好友。陸九淵亡故後，陸持之於開禧元年（1205年）蒐羅纂集，編為《象山先生全集》，共28卷，另外集4卷。

## 延伸阅读
[在维基数据编辑]
 《宋史·卷424》，出自脱脱《宋史》